# Joinvillea ascendens
Joinvillea ascendens là một loài thực vật có hoa trong họ Joinvilleaceae. Loài này được Gaudich. ex Brongn. & Gris mô tả khoa học đầu tiên năm 1861.

## Hình ảnh

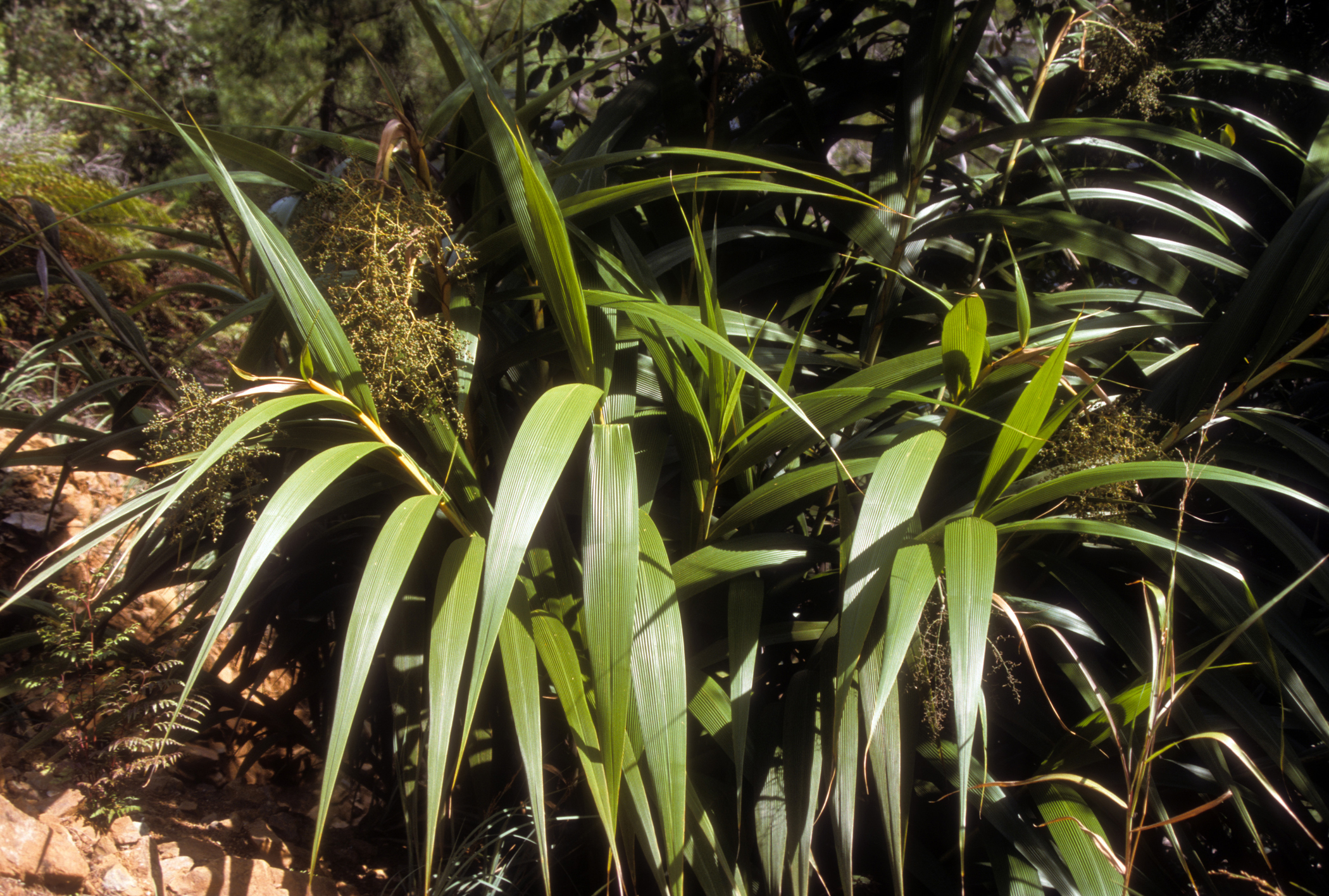
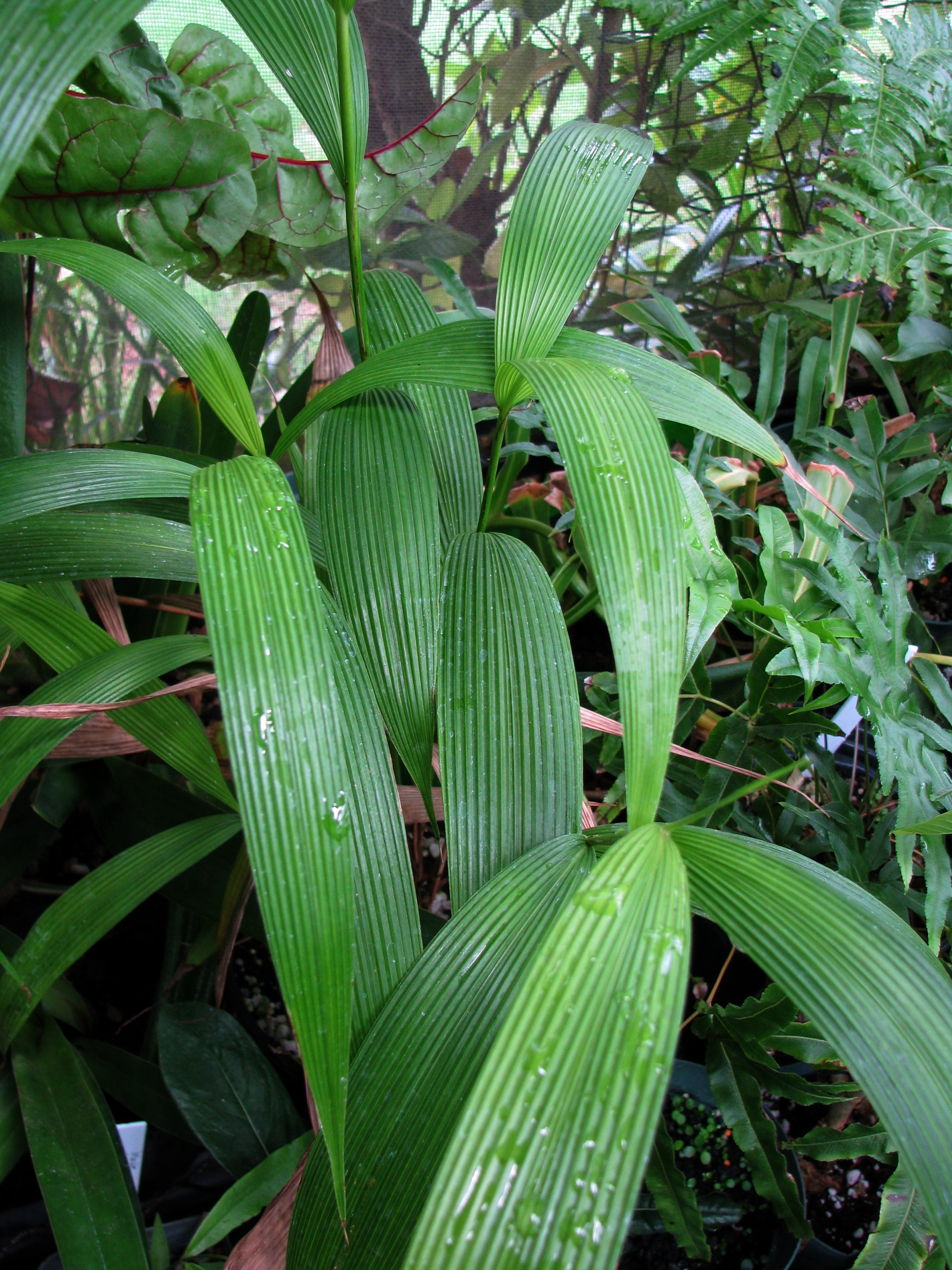
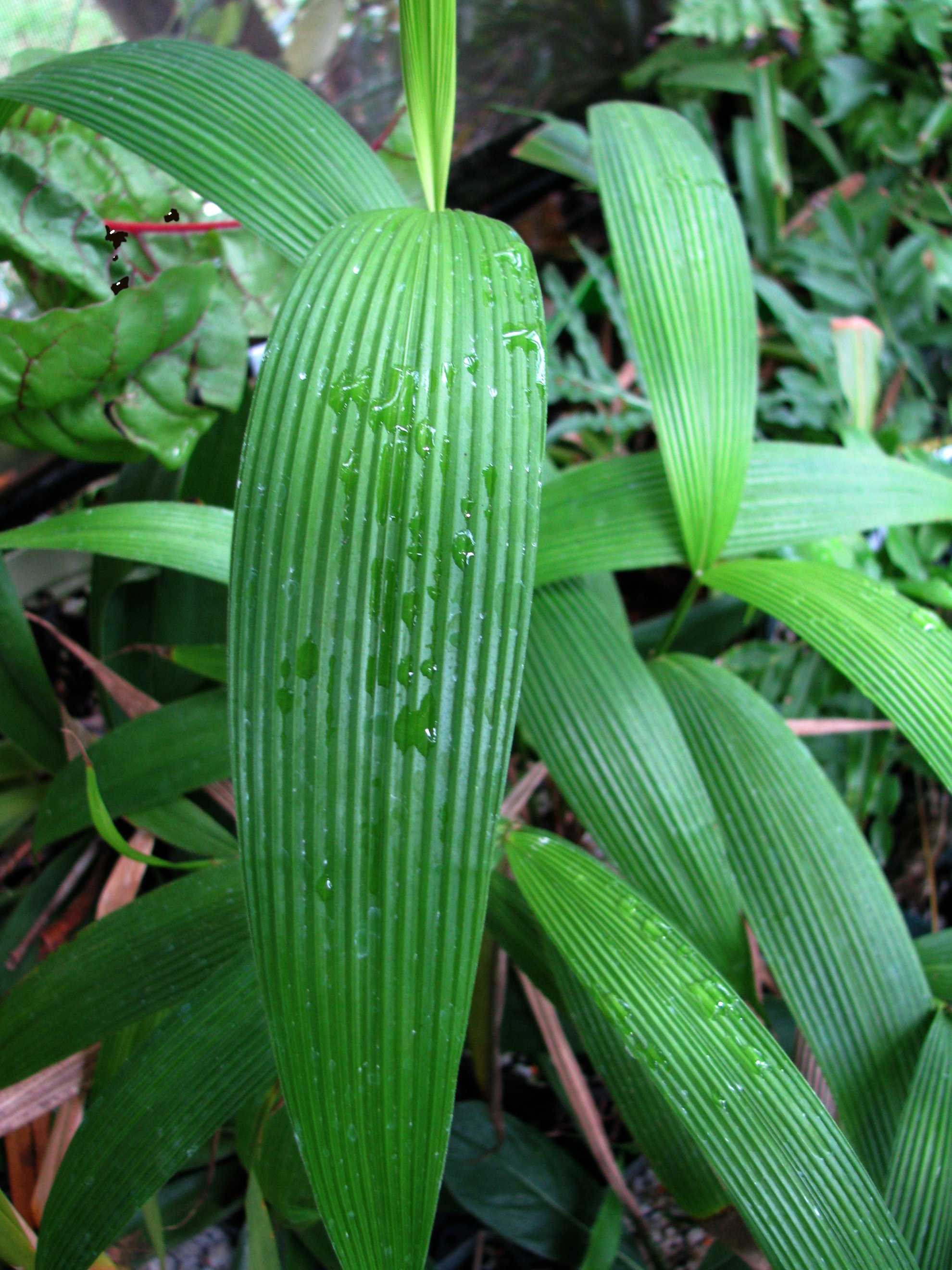